# Satellite Awards 2016
21. ročník udílení Satellite Awards se konal 19. prosince 2016. Nominace byly oznámeny dne 29. listopadu 2016.

## Nominace a vítězové

### Speciální ocenění
- Auter Award: Tom Ford
- Humanitarian Award: Patrick Stewart
- Mary Pickford Award: Edward James Olmos
- Nikola Tesla Award: John Toll
- Nejlepší první film: Russudan Glurjizde – Dům těch druhých
- Nejlepší filmové obsazení: Skrytá čísla
- Nejlepší televizní obsazení: Cizinka

### Film
| Nejlepší film | Nejlepší režisér |
| --- | --- |
| La La Land (remíza) Místo u moře (remíza) - Moonlight - Za každou cenu - Hacksaw Ridge: Zrození hrdiny - Jackie - Loving - Skrytá čísla - Lion - Noční zvířata - Tohle je náš svět | Kenneth Lonegran – Místo u moře - Barry Jenkins – Moonlight - Damien Chazelle – La La Land - Tom Ford – Noční zvířata - Denzel Washington – Ploty - Pablo Larraín – Jackie - Mel Gibson – Hacksaw Ridge: Zrození hrdiny |
| Nejlepší herec v hlavní roli | Nejlepší herečka v hlavní roli |
| Andrew Garfield – Hacksaw Ridge: Zrození hrdiny (remíza) Viggo Mortensen – Tohle je náš svět (remíza) - Casey Affleck – Místo u moře - Ryan Gosling – La La Land - Denzel Washington – Ploty - Joel Edgerton – Loving - Tom Hanks – Sully: Zázrak na řece Hudson - Joseph Gordon-Levitt – Snowden | Ruth Negga – Loving (remíza) Isabelle Huppert – Elle (remíza) - Natalie Portman – Jackie - Emma Stoneová – La La Land - Amy Adams – Noční zvířata - Annette Bening – Ženy 20. století - Taraji P. Henson – Skrytá čísla - Meryl Streep – Božská Florence |
| Nejlepší herec ve vedlejší roli | Nejlepší herečka ve vedlejší roli |
| Jeff Bridges – Za každou cenu - Mahershala Ali – Moonlight - Lucas Hedges – Místo u moře - Dev Patel – Lion - Eddie Murphy – Mr. Church - Hugh Grant – Božská Florence | Naomie Harris – Moonlight - Viola Davis – Ploty - Michelle Williamsová – Místo u moře - Octavia Spencer – Skrytá čísla - Nicole Kidman – Lion - Helen Mirren – Oko v oblacích |
| Nejlepší původní scénář | Nejlepší adaptovaný scénář |
| Barry Jenkins – Moonlight - Kenneth Lonegran – Místo u moře - Damien Chazelle – La La Land - Taylor Sheridan – Za každou cenu - Matt Ross – Tohle je náš svět - Yorgos Lanthimos a Efthimis Filippou – Humr | Kieran Fitzgerald a Oliver Stone – Snowden - Allison Schroeder a Theodore Melfi – Skrytá čísla - Andrew Knight a Robert Schenkkan – Hacksaw Ridge: Zrození hrdiny - Justin Marks – Kniha džunglí - Luke Davies – Lion - Todd Komarnicki – Sully: Zázrak na řece Hudson |
| Nejlepší animovaný film | Nejlepší cizojazyčný film |
| Můj život Cuketky - Zootropolis: Město zvířat - Kubo a kouzelný meč - Kimi no na wa. - Odvážná Vaiana: Legenda o konci světa - Hledá se Dory - Červená želva - Slečna Hokusai - Trollové | Klient - D'Ardennen - Komorná - Elle - Muž jménem Ove - Nejšťastnější den v životě Olliho Mäkiho - Julieta - Toni Erdmann - Ráj - Ma' Rosa |
| Nejlepší dokument | Nejlepší kamera |
| 13th - Pořád na moři - O.J.: Made in America - Gleason - Věž - Animovaný život - The Beatles: Eight Days a Week - The Touring Years - Malá sokolnice - The Ivory Game - Nulté dny | Bill Pope – Kniha džunglí - James Laxton – Moonlight - Linus Sandgren – La La Land - John Toll – Ulička slávy - Simon Duggan – Hacksaw Ridge: Zrození hrdiny - Jani-Petteri Passi – Nejšťastnější den v životě Olliho Mäkiho |
| Nejlepší původní hudba | Nejlepší filmová píseň |
| Justin Hurwitz – La La Land - Hans Zimmer – Skrytá čísla - Rupert Gregson-Williams – Hacksaw Ridge: Zrození hrdiny - John Debney – Kniha džunglí - Lesley Barber – Místo u moře - John Williams – Obr Dobr | „City of Stars“ – La La Land - „Runnin“ – Skrytá čísla - „Audition“ – La La Land - „Can't Stop the Feeling“ – Trollové - „I'm Still Here“ – Miss Sharon Jones! - „Dancing with your Shadow“ – A Boy Called Po |
| Nejlepší vizuální efekty | Nejlepší výprava |
| Robert Legato, Andrew R. Jones, Adam Valdez, Dan Lemmon – Kniha džunglí - Mark O. Forker, Pavel Hristov, Michael Huber, Robert J. Bruce – Ulička slávy - Ryan Tudhope, Jonathan Rothbart, Vincent Cirelli – Deadpool - Stephane Ceretti, Paul Corbould, Richard Bluff, Vincent Cirelli – Doctor Strange - Michael Owens, Mark Curtis, Bryan Litson, Jan Dubberke – Sully: Zázrak na řece Hudson - Joe Letteri, Ken McGaugh, Mark Gee, Kevin Andrew Smith – Obr Dobr | David Wasco – La La Land - Jean Rabasse – Jackie - Dan Hennah – Alenka v říši divů: Za zrcadlem - Gary Freeman – Spojenci - Barry Robison – Hacksaw Ridge: Zrození hrdiny - Christopher Glass – Kniha džunglí |
| Nejlepší střih | Nejlepší zvuk |
| John Gilbert – Hacksaw Ridge: Zrození hrdiny - Nat Sanders a Joi McMillon – Moonlight - Tom Cross – La La Land - Tim Squyres – Ulička slávy - Alexandre de Fraceschi – Lion - Steven Rosenblaum – Zrození národa | Peter Grace, Kevin O'Connell, Andy Wright, Robert Mackenzie – Hacksaw Ridge: Zrození hrdiny - Gary Summers, Greg P. Russell, Jeffrey J. Haboush, Ethan Van der Ryn, Erik Aadahl – 13 hodin: Tajní vojáci z Benghází - Randy Thom, Dennis S. Sands, Brandon Proctor, Bjorn Ole Schroeder – Spojenci - Doug Hemphill, Ron Bartlett – Ulička slávy - Christopher Boyes, Lora Hirschberg, Ron Judkins, Frank E. Eulner – Kniha džunglí - Andy Nelson, Ai-Ling Lee, Steven Morrow, Mildred Iatrou – La La Land - Chris Duesterdiek, Andy Nelson, Will Files, Douglas Murray – Válka o planetu opic |
| Nejlepší kostýmy | |
| Madeline Fontaine – Jackie - Colleen Atwood – Alenka v říši divů: Za zrcadlem - Alexandra Byrne – Doctor Strange - Mary Zophres – La La Land - Eimer Ni Mhaoldomhnaigh – Láska a přátelství - Courtney Hoffman – Tohle je nás svět | |

### Televize
| Nejlepší seriál (drama) | Nejlepší seriál (muzikál nebo komedie) |
| --- | --- |
| Koruna - American Crime - Volejte Saulovi - Mr. Robot - Aféra - Poldark - Takoví normální Američané - The Fall                                                                                                  | Silicon Valley (remíza) Brooklyn 99 (remíza) - Lady Dynamite - Love - Master of None - Nezdolná Kimmy Schmidt - Holky za mřížemi - Viceprezident(ka)                                                           |
| Nejlepší žánrový seriál | Nejlepší limitovaný seriál nebo televizní film |
| Cizinka - Černé zrcadlo - Orphan Black - The Man in the High Castle - Westword - Živí mrtví - Hra o trůny - Stranger Things                                                                                     | American Crime Story - Nástupce - Až tam nezbyl žádný - Churchill's Secret - Close to the Enemy - Confirmation - Lady Day at Emerson's Bar & Grill - Garderobiér - Jedna noc                                   |
| Nejlepší herec (drama/žánr) | Nejlepší herečka (drama/žánr) |
| Dominic West – Aféra - Billy Bob Thornton – Goliath - Bob Odenkirk – Volejte Saulovi - Liev Schreiber – Ray Donovan - Matthew Rhys – Takoví normální Američané - Rami Malek – Mr. Robot                         | Evan Rachel Wood – Westword - Felicity Huffmanová – American Crime - Sarah Lancashire – Šťastné údolí - Tatiana Maslany – Orphan Black - Winona Ryder – Stranger Things - Ruth Wilson – Aféra                  |
| Nejlepší herec (muzikál nebo komedie) | Nejlepší herečka (muzikál nebo komedie) |
| William H. Macy – Shameless - Thomas Middleditch – Silicon Valley - Anthony Anderson – Black-ish - Jeffrey Tambor – Transparent - Rob Delaney – Catastrophe - Will Forte – Poslední chlap na Zemi               | Taylor Schilling – Holky za mřížemi - Ellie Kemper – Nezdolná Kimmy Schmidt - Pamela Adlon – Bude líp - Sharon Horgan – Catastrophe - Tracee Ellis Ross – Black-ish                                            |
| Nejlepší herec (minisérie nebo TV film) | Nejlepší herečka (minisérie nebo TV film) |
| Bryan Cranston – Nástupce - Courtney B. Valance – American Crime Story - Cuba Gooding Jr. – American Crime Story - Tom Hiddleston – Noční recepční - Anthony Hopkins – Garderobiér - Wendell Pierce – Svědectví | Sarah Paulson – American Crime Story (FX) - Audra McDonald – Lady Day at Emerson's Bar and Grill (HBO) - Kerry Washington – Confirmation (HBO) - Emily Watson – Garderobiér - Melissa Leo – Nástupce           |
| Nejlepší herec ve vedlejší roli | Nejlepší herečka ve vedlejší roli |
| Ben Mendelsohn – Bloodline - Andre Brauger – Brooklyn 99 - Hugh Laurie – Noční recepční - Jared Harris – Koruna - Jonathan Banks – Volejte Saulovi - Michael Kelly – Dům z karet                                | Olivia Colmanová – Noční recepční (remíza) Rhea Seehorn – Volejte Saulovi (remíza) - Alison Wright – Takoví normální Američané - Lena Headeyová – Hra o trůny - Maggie Siff – Miliardy - Maura Tienrey – Aféra |